# Беркита Юрій Іванович
Ю́рій Іва́нович Берки́та (нар. 3 травня 1985, с. Ренів) — український футболіст, півзахисник.

## Життєпис
Народився 3 травня 1985 року в Ренові Зборівського району Тернопільської області.
Перший тренер — Михайло Михайлович Забитівський. У ДЮФЛ грав у 1999—2002 роках у складі СДЮШОР (Тернопіль), провів 32 матчі і забив 9 м'ячів.
Першим аматорським клубом Юрія Беркити став «Прогрес» (Грабівці). Навесні 2003 року перейшов до золочівського «Сокола», який виступав у першій лізі, але вже у квітні команда знялася зі змагань через банкрутство. З літа 2003 року до осені 2007 грав у другій лізі за тернопільську «Ниву».
У березні 2008 перейшов до першолігового бурштинського «Енергетика». Протягом всього 2008 року Беркита не грав за основу «Енергетика» через травму, виступаючи лише за фарм-клуб — аматорський «Енергетик-Галичина-2» (Галич). З весни 2009 року регулярно з'являється в основі клубу.
У серпні 2009 року перейшов до тернопільської «Ниви», за яку виступає в першій лізі. У січні 2010 року Беркита був на оглядинах у «Геліосі», але не підійшов команді.
З літа 2010 року виступав за «Агро-Збруч» з Підволочиська у чемпіонаті Тернопільської області та кубку ААФУ.
Протягом 2012 року знову виступав за золочівський «Сокіл» у чемпіонаті та кубку Львівської області.

## Особисте життя
Одружений, має одну дитину.